# Erythranthe primuloides
Erythranthe primuloides är en gyckelblomsväxtart som först beskrevs av George Bentham, och fick sitt nu gällande namn av Guy L. Nesom och N.S.Fraga. Erythranthe primuloides ingår i släktet Erythranthe och familjen gyckelblomsväxter. Inga underarter finns listade i Catalogue of Life.